# Tony Martin (cyklist)

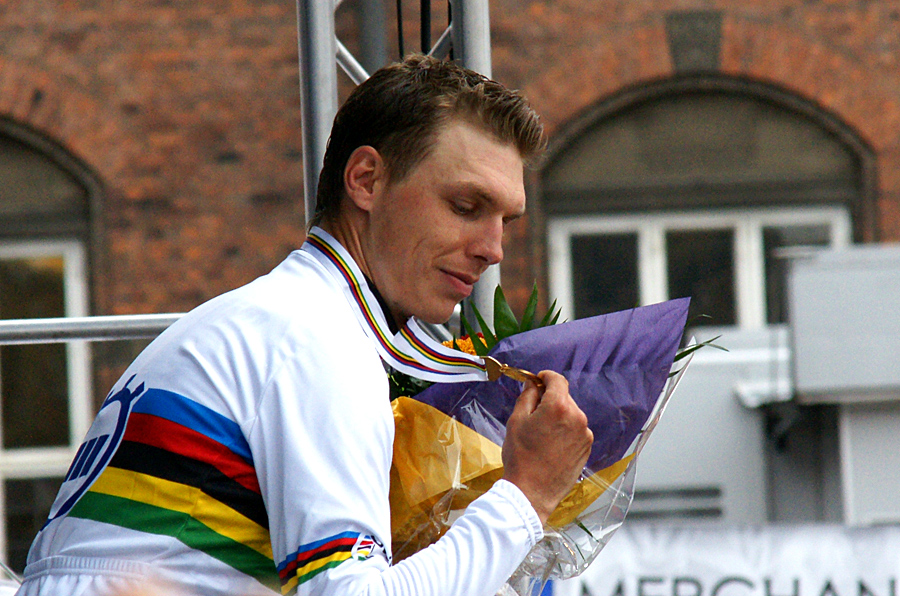
Tony Martin i världsmästartröjan efter att ha vunnit tempoloppet på VM 2011.

Tony Martin, född 23 april 1985 i Cottbus, är en tysk professionell landsvägscyklist som tävlar för UCI World Tour-laget Etixx-Quick Step. Han blev världsmästare i tempolopp 2011, 2012 och 2013, och har vunnit 5 etapper i Tour de France.

## Karriär
Tony Martins första stora merit kom 2003 då han vann det tyska mästerskapets tempolopp för U19-cyklister. Sedan vann han olika etapper i tyska och utländska cykeltävlingar. Han hade även den gula ledartröjan i 2007 års Tour de l'Avenir under flera dagar. 
Under säsongen 2009 vann Martin en etapp på Bayern Rundfahrt. En positiv överraskning var hans andra plats vid Tour de Suisse 2009. Han vann tävlingens bergstävling framför Maksim Iglinskij och tog också hem segern på tävlingens åttonde etapp. Senare samma år slutade Martin tvåa på de tyska nationsmästerskapens tempolopp bakom den dåvarande regerande världsmästaren Bert Grabsch. Under Tour de France 2009 bar han den vita ungdomströjan som ledare i ungdomstävlingen under 12 etapper. Martin slutade på andra plats på etappen uppför det mytomspunna berget Mont Ventoux bakom Juan Manuel Gárate på 2009 års Tour de France, det efter en utbrytning som höll hela vägen till mål.
Martin slutade trea på världsmästerskapens tempolopp 2009 bakom Fabian Cancellara och Gustav Larsson.
Säsongen 2011 vann Martin den femte etappen och totalsegern i Volta ao Algarve. Under våren lyckades Martin vinna sjätte etappen och totalsegern i Paris-Nice. Under 2011 års Tour de France vann Martin den näst sista etappen, tempoetappen i Grenoble. I september blev Tony Martin tempovärldsmästare.
2012 tog han OS-silver i tempoloppet vid olympiska sommarspelen i London.
Även under 2012 och 2013 års världsmästerskap vann han tempoloppet och hade därmed vunnit det tre år i rad. Han vann den första individuella tempoetappen av 2013 års Tour de France, 12 sekunder före Chris Froome.
Under Tour de France 2014 vann Martin etapp 9, efter att ha varit i soloutbrytning i 60 km. Han vann även den näst sista etappen av loppet, en tempoetapp, 1:39 före tvåan Tom Dumoulin. Under Vuelta a España 2014 vann han den tionde etappen, som var en tempoetapp. Martin ställde upp i världsmästerskapens tempolopp, men lyckades inte försvara sitt guld. Segern gick istället till Bradley Wiggins.
Martin vann den fjärde etappen av Tour de France 2015 efter en sen attack, vilket ledde till att han fick ikläda sig den gula ledartröjan för första gången i sin karriär. Under den sjätte etappen kraschade Martin med knappt en kilometer kvar, bröt nyckelbenet och kunde inte starta etapp sju.